# Sesioctonus
Sesioctonus is een geslacht van insecten uit de orde vliesvleugeligen (Hymenoptera) en de familie schildwespen (Braconidae).

## Soorten
Deze lijst van 32 stuks is mogelijk niet compleet.
- S. acrolophus Briceno, 2003
- S. amazonensis Briceno, 2003
- S. ammosakron Briceno, 2003
- S. analogus Briceno, 2003
- S. areolatus Briceno, 2003
- S. ariasi Briceno, 2003
- S. armandoi Briceno, 2003
- S. biospleres Briceno, 2003
- S. boliviensis Briceno, 2003
- S. brasiliensis Briceno, 2003
- S. clavijoi Briceno, 2003
- S. chaconi Briceno, 2003
- S. chrestos Briceno, 2003
- S. diazi Briceno, 2003
- S. dichromus Briceno, 2003
- S. dominicus Briceno, 2003
- S. eumenetes Briceno, 2003
- S. galeos Briceno, 2003
- S. garciai Briceno, 2003

- S. grandis Briceno, 2003
- S. kompsos Briceno, 2003
- S. longinoi Sharkey & Briceno, 2005
- S. miyayensis Briceno, 2003
- S. parathyridis Viereck, 1912
- S. peruviensis Briceno, 2003
- S. philipi Sharkey & Briceno, 2005
- S. qui Briceno, 2003
- S. stephaniai Sharkey & Briceno, 2005
- S. susanai Sharkey & Briceno, 2005
- S. theskelos Briceno, 2003
- S. torresi Sharkey & Briceno, 2005
- S. venezuelensis Briceno, 2003